# تیولیابایوو
تیولیابایوو (انگلیسی: Tyulyabayevo) یک شهرک در شهرستان کوگارچینسکی جمهوری باشقیرستان در کشور روسیه است.